# Forschungsinstitut für Wildtierkunde und Ökologie
Das Forschungsinstitut für Wildtierkunde und Ökologie (FIWI) ist ein Forschungsinstitut der Veterinärmedizinischen Universität Wien. Die zentrale Aufgabe des Institutes ist es, Bedürfnisse und Verhalten von Wildtieren in ökologischen Zusammenhängen zu erforschen, um damit wissenschaftliche Grundlagen für effizienten Natur-, Arten- und Umweltschutz, für eine nachhaltige Nutzung von multifunktionalen Landschaften zu schaffen.

## Geschichte
Das Forschungsinstitut für Wildtierkunde und Ökologie der Veterinärmedizinischen Universität Wien wurde 1977 gegründet. Zum Jahresbeginn 2011 wurde das Institut mit dem Konrad Lorenz Institut für Vergleichende Verhaltensforschung zusammengeführt; die beiden Institute bilden gemeinsam das Department für interdisziplinäre Lebenswissenschaften der Veterinärmedizinischen Universität Wien. Durch die Zusammenführung entstand ein Zentrum mit rund 80 Wissenschaftern.

## Forschung
Um den Erfordernissen der Wildtierökologie gerecht zu werden, verfolgt das Forschungsinstitut einen fachübergreifenden Ansatz: Biologen, Chemiker, Forstwissenschaftler, Ingenieure, Mathematiker und Veterinärmediziner bilden Arbeitsgruppen, die eng kooperieren.
Wissenschaftler forschen in den Bereichen angewandte Ökologie, Ökophysiologie und Populationsökologie, ökologische Genetik, und Wildtiermedizin (Conservation medicine). Innerhalb dieser Forschungsbereiche eruiert das Institut langfristig, interdisziplinär und grenzüberschreitend auf verschiedenen Ebenen: Individuen, Populationen, Ökosysteme. Dabei werden unterschiedlichste Methoden eingesetzt, von der einfachen Beobachtung bis hin zur chemischen Feinanalyse, Molekularbiologie und mathematischen Modellierung.
Forscher der diversen Schwerpunktgruppen arbeiten mit Kollegen aus anderen Forschungsgruppen zusammen. Beispielsweise haben Forschungsprojekte mit physiologischen Schwerpunkten (z. B. über Alpine Murmeltiere und Europäische Ziesel) auch zu Publikationen über Populationsdynamik, räumliche Verteilung und Erhaltung dieser Arten geführt.

## Nationale und internationale Beiträge zum Natur- und Artenschutz
Neben seinen Beiträgen zur biologischen Grundlagenforschung, ist das Forschungsinstitut auch in mehreren Initiativen zum Naturschutz und zum Erhalt bedrohter Tierarten (Artenschutz) in Österreich sowie grenzübergreifend im gesamten Alpenraum und international tätig. Mitarbeiter des Instituts haben unter anderem die wildökologische Raumplanung entwickelt und sind u. a. maßgeblich beteiligt am Wiederansiedlungsprojekt für den Habichtskauz in Österreich und der Przewalskipferde in der Mongolei.

## Dienstleistungen
Ungewöhnlich für ein wissenschaftliches Forschungsinstitut ist auch die Rolle des Instituts als Serviceleister. Hierzu gehört die routinemäßige Untersuchung von tot aufgefundenen oder erlegten Tieren im pathologischen Labor, die auch Aufschluss gibt über aktuelle Krankheits- und Seuchenprobleme in freier Wildbahn. Weitere Dienstleistungen des Instituts sind Gutachten, z. B. bei Verdacht auf Wilderei oder Versicherungsbetrug durch angeblich von Wild verursachte Verkehrsunfälle sowie die Aufdeckung von Vergiftungen von Wildtieren. Unmittelbare Bedeutung für die Jagdpraxis haben Altersbestimmungen von erlegtem Wild.
Die Länderübergreifende Koordinierungsstelle für den Braunbären, Luchs und Wolf (KOST), an der das Forschungsinstitut beteiligt ist, ist ein  Gremium aus Vertretern des Umweltministeriums, der Landwirtschaftskammer, der Jagdrechts- und Naturschutzabteilungen der Länder, des WWF, der Zentralstelle der Landesjagdverbände, der Land & Forst Betriebe Österreich, und den Bärenanwälten, bzw. Wolfsbeauftragten der Länder. Die KOST hat die Aufgabe, Maßnahmen im Management von Bär, Luchs und Wolf zwischen den Landesbehörden abzustimmen und ein fachlich fundiertes, einheitliches Vorgehen sicherzustellen.

## Finanzierung
Die Einrichtung wird seit seiner Gründung durch eine für ein universitäres Institut außergewöhnlichen Konstruktion finanziert. Es wird gemeinsam von der Republik Österreich und der Gesellschaft zur Förderung des Forschungsinstituts für Wildtierkunde und Ökologie betrieben. Das Institut ist damit europaweit die einzige ökologische Forschungseinrichtung, die zu einem beträchtlichen Maße von privatem Engagement getragen wird.